# Bertram Hilgen
Bertram Hilgen (Tann, 9 febbraio 1954) è un politico tedesco, sindaco di Kassel dal 2005 al 2017.